# Sela pri Sobračah
Sela pri Sobračah so naselje v Občini Ivančna Gorica.